# عنکبوت چند رنگ
عنکبوت چندرنگ (به انگلیسی: Argiope versicolor) یا عنکبوت متقاطع سنت‌اندرو چندرنگ، گونه‌ای از عنکبوت گوی‌باف است که بیشتر در آسیای جنوب شرقی، از چین تا اندونزی یافت می‌شود.
عنکبوت چندرنگ یک عنکبوت رنگارنگ است. سفالوتوراکس ماده با موهای نقره‌ای پوشیده شده‌است. شکم آن پنج ضلعی با نوارهای سفید، زرد، قرمز، تیره در پشت و دو نوار طولی زرد در شکم است. نوارهای تیره با رنگ سفید پر شده‌است. پاها نارنجی با نوارهای تیره است. او معمولاً سر به پایین در مرکز وب می‌نشیند و پاهایش را به شکل «X» باز کرده‌است.
نر کوچکتر و کدرتر از ماده است و قهوه‌ای و کرم رنگ است.